# Nikolaj Konstantinovič Kol'cov
Nikolaj Konstantinovič Kol'cov (in russo Николай Константинович Кольцов?; Mosca, 1872 – Leningrado, 1940) è stato un biologo russo.
Laureatosi all'Università di Mosca nel 1894 e insegnante nella medesima dal 1895 al 1911, fondò nel 1917 l'Istituto di Biologia Sperimentale.
Oltre ad aver formulato il principio di Kol'cov riguardante la struttura dei crostacei, teorizzò nel 1928 la presenza di molecole ereditarie e cellule di struttura.